# Giuramento d'amore
Giuramento d'amore è un film del 1955 diretto da Roberto Bianchi Montero, ispirato alla canzone Giuramento di Peppino Russo e Antonio Vian.

## Produzione
Il film è ascrivibile al filone dei melodrammi sentimentali, comunemente detto strappalacrime, allora in voga tra il pubblico italiano, in seguito ribattezzato dalla critica con il termine neorealismo d'appendice.
Fu realizzato negli stabilimenti romani della Titanus.
I futuri registi Ettore Maria Fizzarotti e Stelvio Massi presero parte al film rispettivamente come aiuto regista ed operatore di ripresa.
Emilio Cigoli che nel film interpreta Angelo è doppiato da Carlo D'Angelo in quanto lui a sua volta doppia il protagonista maschile, Rosario Borelli.

## Distribuzione
Il film venne distribuito nelle sale cinematografiche italiane il 14 ottobre del 1955.